# Disolución del Congreso de los Estados Unidos de Venezuela
La disolución del Congreso de los Estados Unidos de Venezuela por decreto el 4 de diciembre de 1948 tras el golpe de Estado en Venezuela de ese año fue anunciada como provisoria y convertida en permanente durante diez años. Fue un evento histórico destacado y marcó el final del proyecto democrático conocido como el Trienio Adeco, bajo la etapa del gobierno de Rómulo Gallegos. Se disolvieron también las asambleas legislativas de los estados y los consejos municipales, siendo todo esto fundamental para el establecimiento de la dictadura de la Junta Militar de Gobierno, presidida por Carlos Delgado Chalbaud y bajo la influencia de Marcos Pérez Jiménez.
El Congreso había sido electo en 1947 y se hallaba en su I Legislatura; estaba representado por una mayoría absoluta del partido Acción Democrática (AD), con representantes de los partidos Comité de Organización Política Electoral Independiente (Copei), Unión Republicana Democrática (URD), el Partido Comunista de Venezuela (PCV) y Unión Federal Republicana. Tres días después de su clausura, AD fue proscrito y la Junta señaló que el partido buscaba quedarse en el poder por la fuerza; sus parlamentarios fueron perseguidos, pasando a la resistencia, clandestinidad y exilio. Posteriormente, el Congreso sería restablecido en 1952 tras el fraude electoral de la Asamblea Nacional Constituyente de ese año, restaurándose en 1959 bajo formas jurídicas y políticas democráticas similares a las de la I Legislatura tras la caída de la dictadura perezjimenista.